# إيغلي فانوتشي
ايغلي فاننوتشي (بالإيطالية: Ighli Vannucchi)‏ (5 أغسطس 1977 إيطاليا - ) هو لاعب كرة قدم إيطالي، يلعب كلاعب وسط، شارك في الألعاب الأولمبية الصيفية 2000.

## روابط خارجية
- ايغلي فاننوتشي على موقع الاتحاد الدولي (مؤرشف)  (الإنجليزية)
- ايغلي فاننوتشي على موقع قاعدة بيانات كرة القدم.إي يو (الإنجليزية)
- ايغلي فاننوتشي على موقع Soccerway.com (الإنجليزية)
- ايغلي فاننوتشي على موقع عالم كرة القدم.نت (الإنجليزية)
- ايغلي فاننوتشي على موقع أوليمبيديا (الإنجليزية)